# Nevera portátil

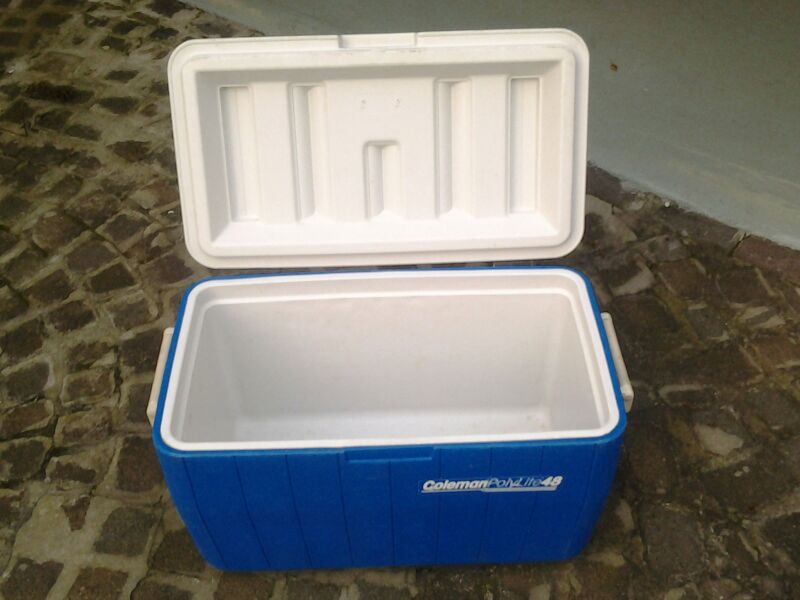
Nevera portátil abierta

Una nevera portátil, también referida como conservadora, conservadora térmica, hielera, heladerita, o cúler, es una caja aislada térmicamente que se utiliza para mantener fríos los alimentos o las bebidas. Por lo general se colocan cubos de hielo en el interior para ayudar a que el contenido del interior se mantenga frío. 
Las neveras portátiles a menudo son llevadas en picnics o vacaciones. Donde los veranos son calurosos, también se pueden usar para llevar alimentos fríos. Incluso sin agregar hielo, esto puede ser útil, especialmente si el viaje es largo. Algunos refrigeradores tienen portavasos incorporados en la tapa.
Por lo general, se hacen con cubiertas interiores y exteriores de plástico, con una espuma dura en el medio. Vienen en tamaños desde pequeños personales a grandes familiares con ruedas. Los desechables están hechos únicamente de espuma de poliestireno (como una taza de café desechable) de aproximadamente 2 cm de grosor. La mayoría de los reutilizables tienen asas moldeadas; unos pocos tienen correas de hombro. 
Algunas neveras portátiles son termoeléctricas, enchufados a la toma del encendedor de cigarrillos de un automóvil. En lugar de usar un compresor y refrigerante como un refrigerador u otra bomba de calor, estos utilizan el efecto Peltier junto con un ventilador externo para alejar el calor. Al revertir la corriente, este concepto también puede calentar el contenido en lugar de enfriarlo, lo que es útil para mantener las comidas calientes durante un recorrido, o incluso para evitar que los artículos se congelen en climas extremadamente fríos.
La nevera portátil fue inventada por el estadounidense Richard C. Laramy, quien presentó una solicitud de patente ante la Oficina de Patentes de los Estados Unidos (número de serie 212.573). La patente (# 2,663,157) fue emitida el 22 de diciembre de 1953.